# Luc Soens
Luc Kamiel Soens (Eeklo, 24 december 1959) is een Belgisch bestuurder en voormalig journalist en redacteur.

## Levensloop
Soens studeerde pers- en communicatiewetenschappen.
Hij begon zijn journalistieke carrière als reporter bij Het Nieuwsblad, waar hij doorgroeide tot eindredacteur. In 1992 werd hij aangesteld als chef van de streeknieuwsredactie West-Vlaanderen en in 1995 als chef eindredactie van deze krant. In 1999 werd hij vervolgens adjunct-hoofdredacteur en in november 2000 werd hij aangesteld als waarnemend hoofdredacteur van Het Nieuwsblad. In februari 2001 volgde hij Rik Vanwalleghem op als hoofdredacteur, een functie die hij uitoefende tot hij in 2003 werd opgevolgd door Dirk Remmerie en Frank Buyse.
In 2003 ging Soens aan de slag bij De Flapuit te Ooigem, een uitgever van adresgidsen. In augustus 2006 werd hij directeur van het Liberaal Verbond voor Zelfstandigen (LVZ). Bij de gemeenteraadsverkiezingen van 2012 en 2018 kwam hij op voor de Open Vld te Eeklo waarbij hij respectievelijk 125 en 103 voorkeursstemmen behaalde.